# Buared
Buared is een plaats in de Zweedse gemeente Kungsbacka in de provincie Hallands län en het landschap Halland. De plaats heeft 123 inwoners (2005) en een oppervlakte van 29 hectare. De plaats ligt vlak aan een baai van het Kattegat en wordt voor de rest voornamelijk omringd door landbouwgrond. De stad Kungsbacka ligt zo'n twintig kilometer ten noorden van het dorp.